# Saadi
Saadi (persisk: سعدی) var en persisk klassisk digter, der levede cirka 1213-1291. Han kendes for værkerne Gulistan og Bustan.